# Гавриловка (Гур'євський округ)
Гаври́ловка (рос. Гавриловка) — селище у складі Гур'євського округу Кемеровської області, Росія.

## Населення
Населення — 64 особи (2010; 84 у 2002).
Національний склад (станом на 2002 рік):
- росіяни — 95 %